# Home Nations Championship 1935
Home Nations Championship 1935 – trzydziesta pierwsza edycja Home Nations Championship, mistrzostw Wysp Brytyjskich w rugby union, rozegrana pomiędzy 19 stycznia a 16 marca 1935 roku. Wliczając turnieje w poprzedniej formie, wraz z Pucharem Pięciu Narodów, była to czterdziesta ósma edycja tych zawodów. W turnieju zwyciężyła Irlandia.
Zgodnie z ówczesnymi zasadami punktowania dropgol był warty cztery punkty, podwyższenie dwa, natomiast przyłożenie i pozostałe kopy trzy punkty.

## Mecze
| 19 stycznia 1935 | Anglia         | 3:3 | Walia         | Twickenham Stadium, Londyn Widzów: 72 000 Sędzia: Frank Haslett |
| 19 stycznia 1935 | Boughton 3 (K) | 3:3 | Wooller 3 (P) | Twickenham Stadium, Londyn Widzów: 72 000 Sędzia: Frank Haslett |

| 2 lutego 1935 | Walia                                    | 10:6(6:3) | Szkocja               | Cardiff Arms Park, Cardiff Sędzia: Frank Haslett |
| 2 lutego 1935 | Jones 3 (P) Wooller 3 (P) Jenkins 4 (dg) | 10:6(6:3) | Shaw 3 (P) Thom 3 (P) | Cardiff Arms Park, Cardiff Sędzia: Frank Haslett |

| 9 lutego 1935 | Anglia                           | 14:3(5:0) | Irlandia       | Twickenham Stadium, Londyn Sędzia: Malcolm Allan |
| 9 lutego 1935 | Giles 3 (K) Boughton 11 (pd, 3K) | 14:3(5:0) | O’Connor 3 (P) | Twickenham Stadium, Londyn Sędzia: Malcolm Allan |

| 23 lutego 1935 | Irlandia                                                | 12:5(3:5) | Szkocja                | Lansdowne Road, Dublin Sędzia: John Hughes |
| 23 lutego 1935 | Bailey 3 (P) Lawlor 3 (P) O’Connor 3 (P) Ridgeway 3 (P) | 12:5(3:5) | Shaw 3 (P) Fyfe 2 (pd) | Lansdowne Road, Dublin Sędzia: John Hughes |

| 9 marca 1935 | Irlandia                               | 9:3(6:0) | Walia       | Ravenhill Stadium, Belfast Widzów: 35 000 Sędzia: Malcolm Allan |
| 9 marca 1935 | Doyle 3 (P) Bailey 3 (K) Siggins 3 (K) | 9:3(6:0) | James 3 (P) | Ravenhill Stadium, Belfast Widzów: 35 000 Sędzia: Malcolm Allan |

| 16 marca 1935 | Szkocja                      | 10:7(10:4) | Anglia                     | Murrayfield Stadium, Edynburg Sędzia: Rupert Jeffares |
| 16 marca 1935 | Fyfe 7 (P, 2pd) Lambie 3 (P) | 10:7(10:4) | Booth 3 (P) Cranmer 4 (dg) | Murrayfield Stadium, Edynburg Sędzia: Rupert Jeffares |

## Inne nagrody
- Calcutta Cup –  Szkocja (po zwycięstwie nad Anglią)